# Provincie Aki

Mapa japonských provincií se zvýrazněnou provincií Aki

Provincie Aki (japonsky: 安芸国; Aki no kuni), nazývaná také Geišú (芸州), byla stará japonská provincie ležící v regionu Čúgoku na západě ostrova Honšú. Sousedila s provinciemi Suó, Iwami a Bingo. Na jejím území se dnes rozkládá část prefektury Hirošima.
Na konci období Heian (12. století) se Aki stala známou díky svatyni Icukušima. Kijomori Taira svatyni věnoval prostředky na stavbu nového komplexu budov a na svitky se sútrami. Na Icukušimě (Mijadžimě) se nacházel dobrý přístav a zároveň byla strategicky významným místem.
Během období Sengoku byla až do roku 1600 základnou klanu Móri. V roce 1555 Motonari Móri zvítězil v bitvě u Icukušimy proti Harutakaovi Sueovi a stal se dominantní silou v západní části Honšú.
Terumoto Móri, jeden z rady pěti regentů Hidejoriho Tojotomi, stál během bitvy u Sekigahary (1600) na straně poraženého Micunariho Išidy a následně ztratil nejen Aki ale i další části svého léna.
Po krátké vládě Masanoriho Fukušimy byl roku 1619 novým daimjóem z Hirošimy ustanoven Nagaakira Asano s lénem v hodnotě 420 000 koku. Klan Asano ovládal skoro celou provincii až do reforem Meidži.
V roce 1871 byla provincie Aki nahrazena prefekturou Hirošima, která se postupně rozrostla až do dnešní podoby.